# Carine Tardieu
Pour les articles homonymes, voir Tardieu.
Carine Tardieu, née le 22 septembre 1973 à Paris 12e, est une scénariste, réalisatrice et écrivaine française

## Biographie

### Jeunesse et études
Née 22 septembre 1973 à Paris 12e, Carine Tardieu s'intéresse dès l'âge de 12 ans à la littérature puis au cinéma. Elle apprécie notamment les ouvrages de Roald Dahl et les romans fantastiques en général. Pendant son adolescence, elle va au cinéma chaque week-end avec son père.
Dans une interview, elle reconnaît que les ouvrages qui lui étaient proposés au lycée l'ennuyaient. C'est à 20 ans qu'elle retrouve l'envie de lire, notamment des romans d'anticipation ainsi que l'intégralité de l'œuvre de René Barjavel.
Carine Tardieu étudie le cinéma à l'École supérieure de réalisation audiovisuelle à Paris.

### Carrière professionnelle
Elle travaille ensuite en tant qu’assistante réalisatrice ou scénariste sur plusieurs films et téléfilms. 
Entre 2002 et 2004, elle réalise deux courts métrages plusieurs fois primés, Les Baisers des autres (2003), puis L'Aîné de mes soucis qui remporte le prix du public au festival de Clermont-Ferrand. Elle est repérée par Christophe Rossignon (Nord-Ouest Productions) qui produit en 2007 son premier long métrage, La Tête de maman, coécrit avec Michel Leclerc,. Pour son deuxième long métrage, elle adapte le roman Du vent dans mes mollets avec son auteure, Raphaële Moussafir. Sorti en 2012, le film est produit par Antoine Rein et Fabrice Goldstein (Karé productions), qui l’accompagnent à nouveau sur son troisième long métrage, Ôtez-moi d'un doute, coécrit avec Raphaële Moussafir et Michel Leclerc, et qui est sorti en France le 6 septembre 2017. En 2022, sort un nouveau long-métrage, Les Jeunes Amants, réalisé sur une idée de Sólveig Anspach (à qui le film est dédié) et consacré à une relation amoureuse entre une femme  septuagénaire, incarnée à l'écran par Fanny Ardant, et un amant beaucoup plus jeune, incarné par Melvil Poupaud.
Carine Tardieu signe également des romans pour la jeunesse, publiés chez Actes Sud Junior où elle inaugure en 2003 la collection ciné-roman avec l'adaptation de son court-métrage Les Baisers des autres.

## Filmographie

### Cinéma

#### Réalisatrice et scénariste

##### Longs métrages
- 2007 : La Tête de maman
- 2012 : Du vent dans mes mollets
- 2017 : Ôtez-moi d'un doute
- 2022 : Les Jeunes Amants
- 2024 : L'Attachement

##### Courts métrages
- 2003 : Les Baisers des autres avec Noémie Develay-Ressiguier, Isabel Otero, Didier Agostini
- 2004 : L'Aîné de mes soucis avec Isabelle Jacquet, Laurent Bateau, Virgil Leclaire, Hugo Roulet

### Télévision

#### Scénariste
- 2004 : Famille d'accueil (série télévisée), épisode Un long silence de Daniel Janneau
- 2005 : Famille d'accueil (série télévisée), épisode La Grande Fille d'Alain Wermus

## Publications
- Les Baisers des autres,  éd. Actes Sud junior, coll. « Ciné-roman », 2003.  (ISBN 978-2-7427-4702-3)
- L’Aîné de mes soucis,  éd. Actes Sud junior, coll. « Ciné-roman », 2005. Prix Littéraire de la Citoyenneté 2007.  (ISBN 978-2-7427-5326-0)
- Je ne suis pas sœur Emmanuelle, illustrations d'Anne-Marie Adda,  éd. Actes Sud junior, coll. « D'une seule voix », 2009  (ISBN 978-2-7427-8206-2)
- Des poules et des gâteaux, illustrations d'Agnès Maupré,  éd. Actes Sud Junior, coll. « Cadet », 2010  (ISBN 978-2742787128)

## Distinctions

### Décoration
- Chevalière de l'ordre des Arts et des Lettres (2024)

### Récompenses
- Festival international du film de Valladolid 2003 : Prix Valladolid du meilleur court métrage européen pour Les Baisers des autres[7]
- Festival du Court-Métrage de Clermont-Ferrand 2004 : Prix du public pour L'Aîné de mes soucis[8]
- Festival du premier film francophone de La Ciotat 2007 : Prix du scénario pour La Tête de maman[9]
- Festival du film de Cabourg 2022 : Swann de la meilleure réalisation pour Les Jeunes Amants[10]
- Festival du film de Cabourg 2025: Swann d'or du meilleur film pour L'Attachement

### Nominations
- Prix du cinéma européen du meilleur court métrage 2004 pour Les Baisers des autres[7]

### Sélection
- Festival de Cannes 2017 : sélection Quinzaine des réalisateurs pour Ôtez-moi d'un doute[8]
- Mostra de Venise 2024 : sélection « Venice Horizons »